# Угаона брзина
Угаона брзина или ротациона брзина (ω или Ω), такође позната као вектор угаоне фреквенције, векторска је физичка величина која описује брзину и смер ротације неког тела. Њен интензитет бројно је једнак углу (Θ) (израженом у радијанима) који тело у току своје ротације опише у јединици времена (t). У складу с тим, јединица угаоне брзине у СИ систему је радијан у секунди. Правац угаоне брзине поклапа се са правцем осе око које тело ротира, а смер је одређен правилом „казаљки на часовнику" (или правилом десног завртња). Према овом правилу, ротација тела посматрана са врха вектора угаоне брзине супротна је смеру кретања казаљки на часовнику (или ако десни завртањ паралелан са осом ротације обрћемо у смеру ротације тела, смер његовог „напредовања“ (или „назадовања") једнак је смеру вектора угаоне брзине; нпр. ако чеп на флаши обрћемо у истом смеру као што тело ротира он ће „напредовати“ ка флаши или „назадовати“ од флаше, што ће бити у оба случаја једнако смеру угаоне брзине тела, као и чепа, наравно). Угаона брзина је у вези и са брзином револуције небеских тела која се мери у јединицама као што је револуција у минуту. 
Постоје два типа угаоне брзине.
- Орбитална угаона брзина се односи на то колико брзо се тачкасти објекат окреће око фиксног исходишта, односно временску стопу промене његовог угаоног положаја у односу на почетак.
- Спинска угаона брзина се односи на то колико брзо се круто тело ротира у односу на центар ротације и независна је од избора координатног почетка, за разлику од орбиталне угаоне брзине.

Уопштено говорећи, угаона брзина има димензију угла по јединици времена (угао који замењује растојање из линеарне брзине са заједничким временом). СИ јединица за угаону брзину је радијан у секунди, при чему је радијан бездимензионална величина, тако да се СИ јединица за угаону брзину може навести као s−1. Угаона брзина се обично представља грчким симболом омега (ω, понекад Ω). Угаона брзина астрономских објеката обично се означава великим словом омега Ω. По конвенцији, позитивна угаона брзина означава ротацију у смеру супротном од казаљке на сату, док је негативна у смеру казаљке на сату.
На пример, геостационарни сателит заврши једну орбиту дневно изнад екватора, или 360 степени за 24 сата, и има угаону брзину ω = (360°)/(24 h) = 15°/h, или (2π rad)/(24 h) ≈ 0.26 rad/h. Ако се угао мери у радијанима, линеарна брзина је полупречник пута угаона брзина, {\displaystyle v=r\omega }. Са орбиталним радијусом од 42.000 km од центра Земље, брзина сателита кроз свемир је v = 42,000 km × 0.26/h ≈ 11,000 km/h. Угаона брзина је позитивна, јер сателит путује на исток са Земљином ротацијом (у смеру супротном од казаљке на сату од изнад северног пола.)